# Amoral
Amoral foi uma banda de power metal de Helsinque, Finlândia. Esses músicos combinam elementos do heavy metal, death metal melódico, e metal progressivo. Amoral já lançou cinco álbuns, fizeram vários shows em bares, clubes, festivais e outros eventos na Finlândia, Europa, e Japão.

## Biografia
Amoral foi uma banda estabelecida pelos criadores Ben Varon e Juhana Karlsson em Helsinque, Finlândia, no final dos anos 90. A música da banda é melhor classificada como Rock Clássico para o Século XXI: versátil, pesada e movida a riffs, ainda que melódica e com uma batida poderosa. Um conjunto habilidoso e um desempenho puro caracterizam a Amoral, que é reconhecida internacionalmente como uma das bandas mais importantes da Finlândia. O desenvolvimento corajoso e independente de sua música pode ser ouvido durante seus cinco álbuns.
Em 2008, o vocalista Niko Kalliojärvi decidiu deixar a banda por motivos pessoais, e se afastou da indústria musical por alguns anos. No dia 25 de novembro de 2008, a banda Amoral convidou Ari Koivunen, vencedor do Ídolos da Finlândia de 2007, para cantar na banda como membro oficial.
Depois de três álbuns bem recebidos, o desenvolvimento constante da banda culminou em 2009 em "Show Your Colors", o 4º álbum, em que os vocais, antes guturais, foram substituídos por vocais limpos e grandes refrões. O álbum foi a estreia do vocalista Ari Koivunen e do baixista Pekka Johansson. A música da Amoral foi anteriormente caracterizada pela mídia e por fãs como death metal, devido aos vocais guturais, mas agora a classificação varia de power metal a rock progressivo. "Show Your Colors" recebeu muitos elogios em seu lançamento. O primeiro single do álbum, "Year of the Suckerpunch" foi a música mais pedida de 2009 na estação de rádio finlandesa YleX. O álbum foi classificado pela votação popular como o 5º melhor álbum de metal nacional no Finnish Metal Awards de 2009. "Show Your Colors" também foi lançado na Grã-Bretanha, Alemanha, EUA, Canadá e Japão. Por essa altura a banda tinha feito mais de 200 shows, desde o Japão até a Rússia e toda a Europa.
Agora, os embaixadores finlandeses do Rock Clássico do século XXI estão de volta com o seu 5º álbum “Beneath”. O álbum segue o caminho iniciado com o álbum anterior da Amoral, “Show Your Colors”: a ênfase ainda está na composição sólida, grandes pegadas, arranjos frescos e riffs de guitarra interessantes. Embora em "Beneath" o leque seja maior do que nunca: de 9 minutos épicos (“Beneath”) a hinos ousados do rock (“Silhouette”, “Same Difference”), até relances do passado death metal da banda (“(Won't Go) Home”) e os inusitados casamentos entre guitarras acústicas e paisagens industriais (“Wastelands”), a banda simplesmente recusa-se a quaisquer formas de limitação.
Equipada com um novo guitarrista, Masi Hukari (que dividiu os deveres da guitarra com Ben Varon no novo álbum, bem como co-escreveu duas músicas), a banda sentiu-se mais faminta e inspirada que em anos ao escrever, ensaiar e gravar o novo álbum. Essa atitude e energia pode ser ouvida em “Beneath”, até agora o momento mais brilhante da banda.
“Beneath é definitivamente o álbum mais versátil da Amoral até agora. A banda obviamente encontrou seu próprio caminho, e mesmo que o material vá do estilo rock anos 80 ao mais melódico, até uma vibe Porcupine Tree, o álbum ainda se mantém como um todo forte. Ari (Koivunen, vocais) está com a voz na sua melhor forma, e os Floyd Roses dos guitarristas estão afiados ao máximo! Recomendado!” - Esa Holopainen, Amorphis 
Em abril de 2014 a banda começou a pré-produção de seu 7º álbum, enquanto as gravações em estúdio começaram em 13 de fevereiro de 2015. O álbum está previsto para ser lançado durante o início de 2016. Em 26 de março de 2015 foi anunciado a volta de Niko Kalliojärvi à banda, desta vez não só como vocalista (guturais/backing vocal) como terceiro guitarrista. Ari Koivunen (vocais limpos/guturais) também continua  na banda, sendo assim, Amoral torna-se um sexteto.
Em 26 de março de 2015 a banda anunciou a volta de Niko Kalliojärvi, tanto nos vocais quanto na guitarra, tornando assim, a Amoral uma banda composta por 2 vocalistas, 3 guitarristas (sendo um deles tecladista em parte do tempo), um baixista e um baterista. No dia 27 de junho de 2015, durante o Tuska After Party, aconteceu a primeira performance de uma das músicas novas ao vivo e também foi o primeiro show com a nova formação completa.
Em 5 de fevereiro de 2016 é lançado o álbum In Sequence, via Imperial Casette. Em 27 de julho de 2016 a banda anunciou o encerramento de suas atividades aconteceria no início de 2017, por motivo de divergência de interesses dos integrantes. A Amoral realizou um "Old School Tour" na Finlândia, tocando somente músicas dos 3 primeiros álbuns, fechando a carreira da banda como ela começou.
A banda tocou um último show no Tavastia Club, em Helsinki, em 5 de janeiro de 2017, contando com todos os membros que já passaram pela banda.

## Membros

### Membros atuais
- Ari Koivunen - vocais (2008–2017)
- Niko Kalliojärvi - guitarra, vocais e composições (2002–2008, 2015–2017)
- Ben Varon - guitarra e composições (1997–2017)
- Masi Hukari - guitarra, teclados e composições (2010–2017)
- Juhana Karlsson - bateria (1997–2017)
- Pekka Johansson - baixo (2008–2017)

### Membros antigos
- Silver Ots - guitarra, baixo (1997–2010)
- Erkki Silvennoinen - baixo (2004–2007)
- Matti Pitkänen - vocais (1997–2001)
- Ville Sorvali - baixo (2001–2004)

## Discografia
Álbuns de estúdio
- Wound Creations (2004)
- Decrowning (2005)
- Reptile Ride (2007)
- Show Your Colors (2009)
- Beneath (2011)
- Beneath (2012)
- Fallen Leaves & Dead Sparrows (2014)
- In Sequence (2016)

Singles
- Leave Your Dead Behind (2007)
- Year of the Suckerpunch (2009)
- Gave Up Easy (2009)
- Same Difference (2011)
- Silhouette (2011)
- If not here, Where? (2013)
- No Familiar Faces? (2014)
- Rude Awakening (2016)
- The Next One to Go (2016)

Demos
- Desolation (2001)
- Demo II (2002)
- Other Flesh (2002)